# Magazzino italiano d'istruzione e piacere
Il Magazzino italiano d'istruzione e piacere è stato un periodico preunitario nato a Livorno, nel Granducato di toscana, nel XVIII secolo.

## Storia
Nel 1752 l'editore livornese Antonio Santini, che fu anche stampatore del Catalogo della Biblioteca Riccardiana di Firenze, decise di pubblicare un periodico sul modello dei magazine inglesi. A tale scopo si servì dell'opera dell'abate G. B. Zanoletti, di Filippo Venuti e di altri uomini di cultura, tra cui anche alcuni stranieri.
Il "magazzino" si occupava delle più varie materie, come la storia, le lettere, la geografia, l'architettura, i viaggi, la filosofia, l'economia, la poesia, l'agricoltura, la meccanica, il commercio, la navigazione, la politica e molte altre discipline.
Nel 1753 il periodico chiuse e l'anno dopo fu aperta la sua continuazione ideale: il Magazzino toscano d'istruzione e piacere, pubblicato dal 1754 al 1757.

## Curiosità
Il Magazzino italiano d'istruzione e piacere anticipò di qualche anno il Magazzino italiano di Francesco Griselini, pubblicato per la prima volta a Venezia nel 1767  e considerato (a torto) la prima rivista italiana della storia.